# Zdole (Kozje, Slovenija)
Zdole je naselje u slovenskoj Općini Kozju. Zdole se nalazi u pokrajini Štajerskoj i statističkoj regiji Savinjskoj. 

## Stanovništvo
Prema popisu stanovništva iz 2002. godine naselje je imalo 115 stanovnika.